# Anelaphus dentatus
Anelaphus dentatus là một loài bọ cánh cứng trong họ Cerambycidae.